# بخش کلرمون
بخش کلرمون (به فرانسوی: Arrondissement de Clermont) یک بخش در فرانسه است که در اوآز واقع شده‌است.